# Pedro Simionato
Pedro René Simionato (Buenos Aires, 28 de março 1938) é um ex-ciclista olímpico argentino. Simionato representou sua nação nos Jogos Olímpicos de Verão de 1960, em Roma.